# Clàssic de les muntanyes i els mars
El Clàssic de les muntanyes i els mars o Xan Hai Jing, anteriorment romanitzat com a Shan-hai Ching, és un text clàssic xinès i una recopilació de geografia mítica i de mites. Les versions del text han existit des del segle IV aC, però la forma actual no va arribar fins a la dinastia Han, uns segles més tard. És en gran part, un relat fabulós de la geografia i cultura xineses de l'era pre-Qin, així com una col·lecció de mitologia xinesa. El llibre es troba dividit en divuit seccions i descriu vora 550 muntanyes, 300 rius, 95 terres estrangeres, 130 tipus de fàrmacs per a prevenir prop de 70 malalties, 435 plantes i 90 metalls i minerals.

## Autor
L'autor i la data del llibre no han estat, encara, determinats. Antigament es creia que les figures mítiques com ara Yu el Gran o Boyi havien escrit el llibre. Malgrat el desconeixement de l'autoria, hi ha consens entre els sinologistes moderns que el llibre no fou escrit per un mateix autor, sinó que foren diverses les persones que l'escrigueren durant el període dels regnes combatents, a l'inici de la dinastia Han. El primer comentarista conegut de l'obra fou Liu Xiang, el qual entre altres coses va catalogar la Biblioteca Imperial Han.

## Temàtica
El Xan Hai Jing no és un llibre de narrativa, sinó que recull descripcions detallades de les ubicacions de les muntanyes, regions més enllà i dins dels mars i deserts. Les descripcions que conté el llibre també comprenen medicines, animals, accidents geològics, entre d'altres. Moltes descripcions són mundanes i moltes altres són fantasioses o estranyes. Cada capítol segueix aproximadament un mateix estil que es repeteix al conjunt del llibre.
El llibre conté també molts mites curts que rarament superen el paràgraf de llargària. El llibre inclou el famós mite xinès de Yu el Gran, el qual passà anys per a controlar el diluvi. Aquest personatge apareix al capítol 18 -l'últim-.

## Anàlisi
El Xan Hai Jing és un llibre que comprèn diferents obres màgiques o fantasioses, a més a més d'altres tipus de continguts. El llibre conté importants coneixements de geografia, mitologia, folcklore, història de la ciència, religió, etnologia, medicina i d'altres temàtiques. En gran manera registra ordenadament característiques geogràfiques, tant de geografia natural com humana, com ara les muntanyes, l'hidrologia, els animals, les plantes, els minerals, la geografia nacional, l'economia o la cultura social. També s'hi descriuen figures animades com ara déus, herois, dimonis, monstres, animals exòtics i tribus estrangeres; fenòmens celestials: ventades, pluges, arcs de sant Martí, estrelles, cometes o llums brillants.

### Geogràfica
Alguns acadèmics creuen que el Xan Hai Jing és un dels primers estudis geogràfics de la Xina, ja que, malgrat que el llibre no és purament un llibre geogràfic, aquest tema és un dels temes principals. El llibre descriu de manera ordenada totes les característiques geogràfiques dels diferents indrets que enumera, tant la geografia natural com la humana. El llibre inclou el registre de nombroses muntanyes com la muntanya de la cort, la muntanya de Niuyang, la muntanya blava etc. Cada muntanya conté un registre hidrològic exhaustiu, amb totes les fonts dels rius que hi neixen.

### Mitològica
Com a literatura mitològica, el Xan Hai Jing té tres fets valuosos:
- Presenta diferents tipus de registres de set categories de l'antiga mitologia xinesa.
- Ha esdevingut un text fiable que descriu la relació entre el món físic i el mitològic.
- El valor mitològic potencial rau en el fet que es tracta d'informació cultural molt primitiva que preserva un gran nombre d'elements primitius.

El llibre no presenta gaires registres sobre el tipus de mitologia que cerca els orígens del món o les tribus o les cultures, sinó que presenta molts registres de mitologia heroica o èpica basada en la cultura històrica xinesa.

### Literària
El Xai Hai Jing té un valor literari elevat. A partir del llibre es pot comprendre el valor literari a partir de la influència de la literatura romàntica tradicional, l'expressió de la lògica original, l'humanisme o el pragmatisme a través de la mitologia. El llibre ha tingut una gran influència en els treballs literaris romàntics posteriors. Hi ha, com a mínim, tres fets que permeten explicar els impactes del llibre en la literatura romàntica:
- L'impacte de la imaginació emprada en el llibre en la creació de la literatura romàntica.
- El material mitològic que conté ha servit com a font d'inspiració per a la literatura romàntica.
- El concepte primitiu del pensament mitològic influeix en la creació de la literatura romàntica.

### Religiosa
Molts mites del Xai Hai Jing són extremadament rars per als estudis religiosos actuals. Aquests mites no només presenten activitats de bruixots o monjos, sinó que també posen èmfasi en la fe de l'antiga nació xinesa. Al llibre s'hi descriuen molts animals màgics, principalment aus, dracs i serps que, generalment, solen tenir també poders màgics. Segons algunes fonts, aquests animals podrien representar els cultes a tòtems dels antics habitants de la Xina. Tot això fa que el Xai Hai Jing sigui un material important en l'estudi de la mitologia i la religió antiga xinesa.

## Estructura
El Xai Hai Jing es divideix en 18 capítols (巻). El capítol 4 té dues subseccions (次一), el capítol 2 en té quatre i el primer i el tercer en tenen tres. Els 18 capítols són els següents:
| Capítol | Xinès    | Pinyin           | Traducció                                        |
| ------- | -------- | ---------------- | ------------------------------------------------ |
| 1       | 南山經   | Nánshān Jīng     | Clàssic de les muntanyes: Sud                    |
| 2       | 西山經   | Xīshān Jīng      | Clàssic de les muntanyes: Oest                   |
| 3       | 北山經   | Běishān Jīng     | Clàssic de les muntanyes: Nord                   |
| 4       | 東山經   | Dōngshān Jīng    | Clàssic de les muntanyes: Est                    |
| 5       | 中山經   | Zhōngshān Jīng   | Clàssic de les muntanyes: Central                |
| 6       | 海外南經 | Hǎiwàinán Jīng   | Clàssic de les regions més enllà dels mars: Sud  |
| 7       | 海外西經 | Hǎiwàixī Jīng    | Clàssic de les regions més enllà dels mars: Oest |
| 8       | 海外北經 | Hǎiwàiběi Jīng   | Clàssic de les regions més enllà dels mars: Nord |
| 9       | 海外東經 | Hǎiwàidōng Jīng  | Clàssic de les regions més enllà dels mars: Est  |
| 10      | 海內南經 | Hǎinèinán Jīng   | Clàssic de les regions dels mars: Sud            |
| 11      | 海內西經 | Hǎinèixī Jīng    | Clàssic de les regions dels mars: Oest           |
| 12      | 海內北經 | Hǎinèiběi Jīng   | Clàssic de les regions dels mars: Nord           |
| 13      | 海內東經 | Hǎinèidōng Jīng  | Clàssic de les regions dels mars: Est            |
| 14      | 大荒東經 | Dàhuāngdōng Jīng | Clàssic del Gran Desert: Est                     |
| 15      | 大荒南經 | Dàhuāngnán Jīng  | Clàssic del Gran Desert: Sud                     |
| 16      | 大荒西經 | Dàhuāngxī Jīng   | Clàssic del Gran Desert: Oest                    |
| 17      | 大荒北經 | Dàhuāngběi Jīng  | Clàssic del Gran Desert: Nord                    |
| 18      | 海內經   | Hǎinèi Jīng      | Clàssic de les regions dels mars                 |